# 劉秋農
劉秋農（1956年9月18日—）是一名出身於台灣嘉義市的棒球選手，司職投手，採用低肩投法，曾效力於日本山葉棒球隊，後歸化日本籍並改名為龍秋農。他的父親劉蒼麟是第一代嘉義農林棒球隊成員，因此從小受到影響而接觸棒球運動。就讀於臺北市私立華興高級中學時，與同級生郭源治、後輩李宗源組成三巨投。從輔仁大學畢業後服役，退役後至嘉義一所學校擔任體育教師，後接受日本樂器的邀請，於1981年前往日本打球。在日本過著鋼琴調音及練球的生活，每天都是最後離開球場的一位。隨後也入選1983年亞洲棒球錦標賽、1984年夏季奧林匹克運動會棒球比賽，獲得該屆奧運會表演賽銅牌。不過同時因為投球量過多而被診斷出右肩罹患剝脫性骨軟骨炎，在1985年及1986年兩度進行手術，也帶來投球時手指麻木的後遺症。1987年都市對抗棒球大會，他在半準決賽和決賽上繳出好投，帶領山葉棒球隊獲得冠軍，因此獲頒大會最高榮譽的橋戶賞，也是首位外國人得主。1988年，退出棒球隊，將重心放在公司工作上。2001年都市對抗棒球大會第5日的山葉棒球隊賽事，曾邀請他開球。

## 外部連結
- 劉秋農在台灣棒球維基館上的頁面（繁體中文）